# Молодечански рејон
Молодечански рејон (блр. Маладзечанскі раён; рус. Молодечненский райо́н) је административна јединица другог нивоа на северозападу Минске области у Републици Белорусији.
Административни центар рејона је град Молодечно.

## Географија
Молодечански рејон обухвата територију површине 1.392,18 км² и на 17. је месту по величини у Минској области.
Граничи се са Валожинским, Минским и Вилејским рејонима Минске области на југу, истоку и северу, те са Гродњенском области на западу.
Најважнији водотоци су реке Березина, Вилија и Уша.

## Историја
Рејон је основан 15. јануара 1940. године и све до 1960. је био део Вилејске области (која је 1944. преименована у Молодечанску област).
У саставу Минске области је од 20. јануара 1960. године.

## Демографија
Према резултатима пописа из 2009. на подручју Молодечанског рејона стално је било насељено 138.375 становника или у просеку 99,44 ст./км². У самом граду Молодечну живи скоро 100.000 људи.
Основу популације чине Белоруси (90,03%), Руси (6,76%), Украјинци (1,12%) и остали (2,09%).

### Насеља
На подручју рејона постоји укупно 276 насељених места. Административно је рејон подељен на један град (уједно и административни центар Молодечна), једну варош (Радашковичи) и укупн 14 сеоских општина.

## Саобраћај
Преко рејона пролази аутопут републичког значаја на релацији Минск—Вилнус, те магистрални друмови Молодечно—Вилејка—Мјадзел, Молодечно—Валожин.